# Kegyetlen zsaruk
A Kegyetlen zsaruk (eredeti cím: Dragged Across Concrete) 2018-ban bemutatott amerikai bűnügyi-thriller, melyet S. Craig Zahler írt és rendezett.
A főszereplők Mel Gibson, Vince Vaughn, Tory Kittles, Michael Jai White, Jennifer Carpenter, Laurie Holden, Fred Melamed, Udo Kier, Thomas Kretschmann és Don Johnson.
Premierje 2018. szeptember 3-án volt a 75. Velencei Nemzetközi Filmfesztiválon, 2019. március 22-én a Summit Entertainment forgalmazásában (korlátozott számú) moziban is bemutatták, illetve ezzel egyidőben Video on Demand formátumban is elérhetővé tették. Magyarországon DVD-n jelent meg szinkronizálva, 2020 januárjában.
A film általánosságban vegyes értékeléseket kapott a kritikusoktól. A Metacritic oldalán a film értékelése 60% a 100-ból, amely 28 véleményen alapul. A Rotten Tomatoeson a Kegyetlen zsaruk 75%-os minősítést szerzett, 134 értékelés alapján.

## Szereplők
| Szereplő          | Színész               | Magyar hang          |
| ----------------- | --------------------- | -------------------- |
| Brett Ridgeman    | Mel Gibson            | Sörös Sándor         |
| Anthony Lurasetti | Vince Vaughn          | Szabó Sipos Barnabás |
| 'Henry Johns      | Tory Kittles          | Király Attila        |
| Biscuit           | Michael Jai White     | Galambos Péter       |
| Kelly Summer      | Jennifer Carpenter    | Németh Borbála       |
| Melanie Ridgeman  | Laurie Holden         | Solecki Janka        |
| Mr. Edmington     | Fred Melamed          | Törköly Levente      |
| Friedrich         | Udo Kier              | Varga T. József      |
| Denise            | Tattiawna Jones       | Tarr Judit           |
| Cheryl            | Justine Warrington    | Orosz Anna           |
| Sara Ridgeman     | Jordyn Ashley Olson   | Pekár Adrienn        |
| Rosalinda'        | Liannet Borrego       |                      |
| Ethan Johns       | Myles Truitt          | Berecz Kristóf Uwe   |
| Jennifer Johns    | Vanessa Bell Calloway | Kocsis Mariann       |
| Vasquez           | Noel G.               | Bordás János         |
| Black Gloves      | Primo Allon           | Pataki Ferenc        |
| Grey Gloves       | Matthew MacCaull      | Varga Gábor          |
| Lorentz Vogelmann | Thomas Kretschmann    | Epres Attila         |
| Calvert főhadnagy | Don Johnson           | Barbinek Péter       |
| Feinbaum          | Richard Newman        |                      |

## A film készítése
2017. február 1-én S. Craig Zahler aláírt a Kegyetlen zsaruk című projektre, mint rendező és forgatókönyvíró. A film a rendőri brutalitásról szól, Mel Gibson és Vince Vaughn alakítják a főszerepet, akik korábban már dolgoztak együtt a 2016-ban bemutatott A fegyvertelen katona című filmben. 2017 májusában a Lionsgate megszerezte a film amerikai terjesztési jogát és leányvállalatán, a Summit Entertainmenten keresztül tervezte kiadni azt. A film forgatása 2017. július 17-én kezdődött Vancouverben.

## Bemutató
A film világpremierje 2018. szeptember 3-án volt a 75. Velencei Nemzetközi Filmfesztiválon, majd 2019. március 22-én széles körben is bemutatták az Amerikai Egyesült Államokban.

## Fordítás
- Ez a szócikk részben vagy egészben  a   Dragged Across Concrete című angol Wikipédia-szócikk fordításán alapul.  Az eredeti cikk szerkesztőit annak laptörténete sorolja fel. Ez a jelzés csupán a megfogalmazás eredetét és a szerzői jogokat jelzi, nem szolgál a cikkben szereplő információk forrásmegjelöléseként.